# Amy Purdy
Amelia Michelle Purdy, detta Amy (Las Vegas, 7 novembre 1979), è una snowboarder statunitense.

## Biografia
All'età di 19 anni ha contratto il Neisseria meningitidis, forma batterica della meningite. La malattia ha colpito il suo sistema circolatorio fino a che l'infezione non ha causato lo shock settico che l'ha costretta a subire l'amputazione delle gambe sotto il ginocchio, l'asportazione dei reni e della milza. Ha ricevuto il trapianto di un rene donatogli dal padre.
Nel 2005 ha debuttato come attrice apparendo nel film What's Bugging Seth, diretto da Eli Steele. Nel 2012 ha preso parte al programma TV The Amazing Race.
Ai giochi paralimpici invernali 2014 svoltisi a Soči (Russia), ha conquistato una medaglia di bronzo nello snowboard cross.
Nel periodo marzo-maggio 2014 ha partecipato al programma televisivo statunitense Dancing with the Stars.
Nel dicembre 2014 ha pubblicato il libro On My Own Two Feet: From Losing My Legs To Learning The Dance Of Life.